# INTLOOP
INTLOOP株式会社（イントループ）は、東京都港区赤坂に本拠を置く、コンサルティング及び人材支援を行う日本の企業である。

## 概要
アクセンチュア出身の林博文により、2005年2月25日に設立された独立系コンサルティングファーム。「クライアントとビジネスパートナーのデジタルの課題をワンストップで解決する人材と情報の社会基盤となる」をビジョンに掲げ、新規事業や業務改革などの課題を抱える企業に対するコンサルティング及びフリーランスの働き方の広がりを背景に、システム開発のノウハウを持ったフリーランス人材の提供などのサービスを行う。登録するフリーランス人材は、コンサルタント1万6370名、ITエンジニア1万4300名（2023年1月末現在）であるが、ITエンジニアの伸び率は大きく、代表者の林博文は将来的にはITエンジニアの数が逆転すると考えている。
2022年7月期には、前期比41.6％増の131.2億円の売上げを計上するなど、デジタルトランスフォーメーション（DX）促進税制の創設など政府のIT投資への後押しを背景に右肩上がりの成長を続ける。

### 2015年以降
当初10年位は、コンサルティングサービスを中心とした業務を中心としており、業績的に大きな変化はなかったが、2015年からフリーランスの紹介事業を本格化させて以降、平均年30％程の急激な成長を見せる。また、同社は外部資本を全く入れない自己資本による経営を続け、当初は積極投資を行っていたため、それが2021年から急速に成果となり利益に反映されるようになった。2022年12月現在、大手コンサルティング会社をはじめ、年商2000億円以上の大手SIer全社、及び300社以上の企業からの案件を持つ。
2017年5月の沖縄オフィスの設立から、福岡・大阪・札幌と拡張、2020年には名古屋オフィスも立ち上げるなど地方創生ビジネスにも注力する。
2022年7月、東京証券取引所グロース市場に上場。
2023年4月24日、FUNDINNOへ1億円の出資を実施。業務協業を開始。
2025年7月には、既存のPMO事業本部を独立し、プロジェクトマネジメントに特化した子会社「INTLOOP Project Management株式会社」（略称：INTPM、イントピーエム）を設立した。

### ハイブリッドモデル
同社サービスの特徴の一つに「ハイブリッドモデル」がある。社員とフリーランス人材とのハイブリッドチームによるサービス提供により、顧客のニーズに応えての柔軟なサービス提供が行え、低予算での品質を落とさない支援を可能とした。
2022年11月には、KDDI系との業務提携を発表。IT人材の提供やリスキリングなどの教育事業へ進出、シニアエンジニアや地方人材の活用も視野に入れた事業展開を開始。

### 社名の由来
「Introduction」＋「Loop」に由来する。人材の"紹介"による輪を広げ、ビジネスを拡大するとの思いで名付けられた。

## 業務内容
- コンサルティング
- テクノロジーソリューション
- Webサービス
- PMOソリューション
- プロ人材活用サービス
- プロ人材転職支援サービス

## 運営サイト
以下のフリーランス（コンサルタント／ITエンジニア）向けの案件紹介サイトを運営する。

### プロ人材活用サービス
- High Performer Consultant - フリーランスコンサルタント向け案件紹介サービス
- High Performer PMO - フリーランスコンサルタント向けPMO案件紹介サービス
- High Performer SAP - フリーランスSAPコンサルタントのための案件紹介サービス
- TECH STOCK - フリーランスエンジニア向け案件紹介サービス
- バチグマ - フリーランスマーケター向け案件紹介サービス

### プロ人材転職支援サービス
- High Performer Career - コンサル特化型転職エージェント
- テクストキャリア - ITエンジニア特化型転職支援サービス

### 運営メディア
- QEEE - ビジネス課題を解決するための総合ポータルサイト
- BOOSTA - DX推進人材育成サービス
- BOOSTA Marketing - Webマーケティングを学ぶe-Learningサービス
- フクリント - フリーランス向け福利厚生サービス

## 主な業務提携・協業企業
- Idein[18]
- 伊藤忠商事[19]
- 旭食品[20]

## 沿革
- 2005年 - 2月25日設立[1]。製造業向けのコンサルティングサービス開始。
- 2008年 - 10月、金融業向けコンサルティングサービス開始。
- 2014年 - 7月、東京港区赤坂に本社を移転。
- 2016年 - 8月、転職支援の「High Performer Career」を開始。
- 2019年 - 7月、SAPジャパンと業務協業を開始。
- 2020年
  - 6月、顧客の経営課題解決を支援するサービス「QEEE（キウイ)」を開始。
  - 8月、三井倉庫サプライチェーンソリューションと業務提携。フリーランスエンジニア向けサービス「TECH STOCK」の提供開始。
  - 9月、フリーランス向け福利厚生サービス「fukurint」の提供を開始。
  - 10月、オンライン教育の新サービス「BOOSTA」をリリース。
  - 12月、飲食料品EC事業を行うベンチャー企業へ出資。
- 2021年
  - 6月、モンスター・ラボと資本業務提携。
  - 11月、GSXと『先端IT人材』の輩出で業務提携。
- 2022年
  - 2月25日、女子プロゴルファー永嶋花音選手と2月より所属契約を締結[21]。
  - 5月、Financial Times社「アジア太平洋地域における急成長企業」の332位にランクイン。
  - 7月、東京証券取引所グロース市場への上場。
  - 11月、KDDIアジャイル開発センターと業務提携。IT人材を提供したりリスキリングなどの教育事業へ進出を発表。シニアエンジニアや地方人材の活用も模索[6]。
  - 12月5日、社員持株会を設立[22]。
- 2023年
  - 4月13日、オンライン教育サービス『BOOSTA』に、組織のマーケティング力向上を目的とする「BOOSTA Marketing」をリリース[23]。
  - 4月24日、FUNDINNOへ1億円の出資を実施。業務協業を開始[22][15]。
  - 6月5日、ワクコンサルティング株式会社と業務提携。製造業のDX化支援のコンサルティングサービスを強化[24]。
  - 9月14日、ディクスホールディングス株式会社の株式を取得し、子会社化を決議[25]。
  - 9月21日、シンプレクス、アミフィアブルの2社と『AIを活用した新たなソフトウェア開発モデルの構築』で協業開始[26]。
  - 10月10日、ネオファースト生命と業務協業。フリーランス向けの生活保障に関するコンサルティングと保険提供の開始[27]。
  - 12月13日、SAP案件に特化したWebサービス『High Performer SAP（ハイパフォーマーエスエーピー）』を開始[28]。
  - 12月20日、SDFキャピタルが運営するスタートアップ・デットファンドに参画[29]。
- 2024年
  - 3月14日、2024年7月期の第二四半期の連結売上高を、グループ化したディクスホールディングスの経営成績を取り込んだ結果117億円とし、過去最高額を更新[30]。
  - 5月27日、独立系ベンチャーキャピタルであるクオンタムリープベンチャーズ株式会社（東京都港区）が運営する2号ファンドに1億円の出資を実施し、スタートアップ企業支援を強化すると発表[31]。
  - 5月29日、Idein株式会社（東京都千代田区）と、エッジAIソリューションの提供、エンジニアリング支援などでの包括的な協業を開始すると発表[32]。
  - 10月11日、富士通コアパートナーに認定[33]。
  - 10月24日、伊藤忠商事と資本・業務提携契約を締結[19]。
- 2025年
  - 1月30日、旭食品と、日本の食文化の維持、地方経済の活性化を目的に、業界特化型のバイアウトファンドを目指す合弁会社の設立に合意[34]。
  - 1月31日、昨年に続き同社主催の「INTLOOPグループレディースカップ」のBS日テレ全国放送が確定する[35]。
  - 2月10日、東京本社を赤坂グリーンクロスに移転[36]。
  - 2月25日、創業20周年を迎え特設サイトを公開。
  - 3月13日、物流DXを推進するバース予約管理システムの開発に着手[37]。
  - 4月8日、社内カフェテリア「Cafe INTLOOP」がオープン[38]。
  - 4月9日、ヒト・モノ・カネのビジネスリソースマッチング支援コミュニティ「INTLOOP Ventures Innovation Community」が発足[39]。
  - 5月29日、Ideinと、エッジAIソリューションの提供、エンジニアリング支援等での包括的な協業を開始[40]。

その他

## 経営メンバー
- 代表取締役　林博文
- 取締役　内野権
- 取締役（監査等委員）　川端章夫
- 取締役（監査等委員）　小山史夫
- 取締役（監査等委員）　下稲葉耕治
- シニアバイスプレジデント　長谷川宏志
- シニアバイスプレジデント　田口正剛

## 所在地

### 本社
東京都港区赤坂2丁目4-6　赤坂グリーンクロス27F

### オフィス
札幌オフィス
北海道札幌市中央区南1条西3-8-11 札石ビル 7F
名古屋オフィス
愛知県名古屋市中村区名駅4-24-5 第2森ビル9F
大阪オフィス
大阪府大阪市中央区瓦町3-3-7 瓦町KTビル10F
福岡オフィス
福岡県福岡市博多区博多駅前3-4-25 SPACES博多駅前
北九州オフィス
福岡県北九州市小倉北区浅野3-8-1 AIMビル8F
沖縄オフィス
沖縄県宜野湾市赤道1-5-7 COTONOHA

## 提供番組
- テレビ東京系列「ゴルフのキズナ」[43]（2021年4月4日-2023年3月26日放映）

## INTLOOPグループ レディースカップ
- 2024年 優勝者 須江唯加
- 2025年 優勝者 寺岡沙弥香

## 所属契約ゴルフ選手
- 永嶋花音[46]

## グループ会社
- ディクスホールディングス株式会社
- INTLOOP Strategy株式会社
- KOZOCOM株式会社
- INTLOOP Project Management株式会社

## 参考サイト
- INTLOOP［9556］グロース IPO（stockvoice公式サイト）
- 【IRTV 9556】 INTLOOP/会社概要および今後の成長戦略について（IRTV for YouTube）